# کن شلیتو
کن شلیتو (به انگلیسی: Ken Shellito) (زاده ۱۸ آوریل ۱۹۴۰ در لندن، مرگ ۳۱ اکتبر ۲۰۱۸) بازیکن و مربی سابق فوتبال اهل انگلستان بود. وی سابقه عضویت بازی و مربی‌گری در تیم چلسی را داشت.
وی روز ۳۱ اکتبر ۲۰۱۸ در سن ۷۸ سالگی درگذشت.